# 恩斯特·大衛·伯格曼
恩斯特·大衛·伯格曼（德語：Ernst David Bergmann，1903年—1975年4月6日）是一名以色列核物理學家和化學家。他通常被認為是以色列核計畫之父。

## 生平
恩斯特·大衛·伯格曼出生於德國，父親猶大·伯格曼（Judah Bergmann）是一名拉比。他在柏林大學主修化學，師從威廉·施倫克。他於1927年獲得博士學位。伯格曼繼續在大學工作，並與施倫克共同編寫《有機化學綜合手冊》（Ausführliches Lehrbuch der Organischen Chemie）。該手冊共兩卷，分別於1932年和1939年出版，但由於伯格曼是猶太人，他的名字被從第二卷的扉頁上刪去。
納粹上台後不久，伯格曼於1933年前往倫敦，開始與化學家、猶太復國主義領袖哈伊姆·魏茨曼合作。他拒絕了羅伯特·魯賓遜爵士在牛津大學提供的職位，羅賓遜爵士多年後回憶起此事時非常憤怒。
不到一年後，伯格曼離開歐洲。1934年1月1日，他移民到巴勒斯坦託管地，在雷霍沃特的丹尼爾·西耶夫研究所工作。二戰期間，他為法國、英國和美國的國防項目工作。戰後一年，伯格曼回到西耶夫研究所，該研究所後來成為魏茨曼科學研究學院。
伯格曼的妻子是化學家奧蒂麗·布盧姆（Ottilie Blum）。

## 科學生涯
在接下來的幾年中，因工作和與魏茨曼的關係而聲名鵲起的伯格曼與戴維·本-古里安成為親密的朋友，並出任多個政府要職：1948年8月擔任以色列國防軍科學處長，1951年7月15日擔任國防部長科學顧問，1952年初擔任國防部研究和基礎設施司（EMET）研究主任。1952年6月，本-古里安總理任命其為以色列原子能委員會（IAEC；原能會）首任主席，與本-古里安和國防部長希蒙·佩雷斯一起在領導以色列核計劃方面發揮了至關重要的作用。同年，他離開魏茨曼研究所，成為耶路撒冷希伯來大學有機化學系主任，並在接下來的兩年裡在海法的以色列理工學院與研究生一起工作。
伯格曼在原能會的工作一直處於保密狀態，該機構本身也不為公眾所知，直到他在1954年披露了其存在。原能會主席任內的伯格曼，曾在中華民國國家中山科學研究院（中科院）籌建及草創時期，於1963年及1965年前往臺灣參與核計畫的諮詢工作:147-148，並成為中科院首位外籍顧問:186-187。
1964年6月，列維·艾希科爾上任總理後，伯格曼提出辭職，但被說服繼續留任兩年。1966年4月1日，他辭去了原能會主席和國防部的兩個職位。
伯格曼一生在國際期刊上發表了500多篇經同行評審的科學論文，為氟化學做出了重要貢獻。

## 獲獎與榮譽
1968年，伯格曼被授予以色列生命科學獎。

## 外部連結
- Weintraub, B. Bulletin of the Israel Chemical Society （页面存档备份，存于）